# シシンガマンガラジャ12世
シシンガマンガラジャ12世（Sisingamangaraja XII、1845年2月18日 - 1907年6月17日）は、インドネシア・スマトラ島北部のバタック人最後の祭司王。オランダによるスマトラ島の植民地化に1878年からオランダ軍との戦闘で戦死する1907年まで抵抗し、1961年にはインドネシア国家英雄に認定された。

## 生涯

### 即位

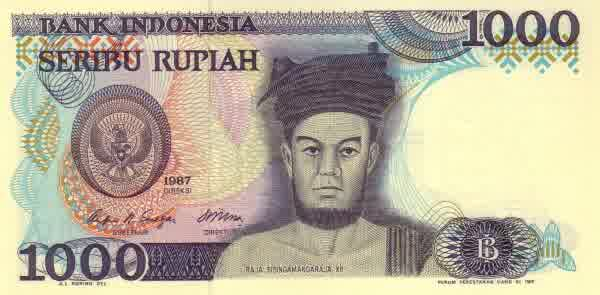
シシンガマンガラジャ12世が描かれた1,000ルピア紙幣

1845年にスマトラ島北部のテパヌリで生まれる。1867年に父シシンガマンガラジャ11世が死去し、その後継としてバタックの祭司王となった。これにより、シシンガマンガラジャ12世はバタラ・グル（シヴァ）の化身とされる最後の祭司王となった。また、悪霊を追い払う力や雨を呼び起こして稲を育てる力があると信じられていた。
シシンガマンガラジャ12世は祭司を司る存在であり統治者・政治家としての一面はなかったが、1850年代になって入植とキリスト教の宣教が進むとシシンガマンガラジャ11世と12世はバタック人の抵抗勢力を植民地体制へ引き込むための重要な人物として注目された。また、シシンガマンガラジャ父子はキリスト教の宣教には反対ではなかったため、1873年のアチェ戦争勃発後はスルタン国であるアチェ王国からの圧力に苛まれることになった。

### オランダへの抵抗運動と死
1878年にバタックの宗教会合でオランダの植民地支配に対する抵抗組織を結成した。1904年にシシンガマンガラジャ12世のゲリラがトバ湖周辺のタナ・ガヨなどにあるオランダ軍施設を襲撃するが、オランダ軍の反撃に遭い敗北している。シシンガマンガラジャ12世はアチェの支援を得て組織を再編し、1883年から1884年にかけて各地のオランダ軍施設を攻撃した。これに対し、オランダ軍はシシンガマンガラジャ12世に従うバタック人に重税を課し、さらに協力者の家を焼き打ちした。また、シシンガマンガラジャ12世の居場所の情報を提供した者に報奨金を出すと通告したが、捕縛することは出来なかった。
1904年、ゴトフリート・ファン・ダーレン率いるオランダ軍はトバ湖周辺のバタック人ゲリラを攻撃したが、シシンガマンガラジャ12世は逃亡に成功した。人員と武器を増強したハンス・クリフトフェル率いるオランダ軍は1907年にバタック人の残党に対して攻撃を開始した。シシンガマンガラジャ12世は6月17日に行われたダイリの戦闘で娘ロピアン、息子パトゥア・ナグリ、パトゥア・アンギと共に戦死した。遺体はタルトゥンに埋葬された後、サモシール島に改葬された。

## 顕彰
1961年にインドネシアは大統領令590号により、シシンガマンガラジャ12世のオランダ軍への抵抗を称えてインドネシア国家英雄の称号を授与した。また、1,000ルピア紙幣にはシシンガマンガラジャ12世の肖像画が印刷されている。